# 원사운드
원사운드(Onesound, 박도빈, 1986년 ~ )는 대한민국의 웹툰 만화가이자, 게임 리뷰어이다. 디스이즈게임에서 TIG 카툰을 비정기 연재하고 있으며, "조랑이"라는 이름으로 게임 바람의 나라 연재란에서 웹툰을 연재한 바 있다. 웹툰이 유행하지 않던 시기에 게임을 소재로 한 만화를 웹상에 연재함으로써 알려졌으며 현재도 비디오게임과 온라인 게임을 소재로 한 만화를 주로 그리고 있다.
현재는 맥심에서 연재중이다.

## 수상
- 2005년 <우주류> 과학기술창작문예 만화부문 가작

## 작품
- 2001년 원군의 컴퓨터 이야기
- 2002년 조랑이의 바람일기
- 2004년 마비노기 스토리즈
- 2004년 G.M.TOON
- 2004년 TIG 카툰
- 2005년 우주류
- 2009년 월간 판타스틱
  - Lost And Found
  - 망고가 있던 자리
  - 구세주가 된 로봇에 대하여
- 2011년 미스터리 조사단
- 2012년 텍사스 홀덤